# José Anacleto Montt Goyenechea
José Anacleto Montt Goyenechenea (Valparaíso, 1802 - Santiago, 1867), fue un político y abogado chileno.

## Primeros años de vida
Hijo de Filiberto Montt Prado y María de la Luz Goyenechea de la Sierra, hermano de Rosario Montt Goyenechea, ex Primera dama de Chile. Estudió en el Instituto Nacional y se tituló de abogado en 1830. 

### Matrimonio e hijos
Se casó con Mercedes Pérez Vergara y tuvieron siete hijos. 

## Vida política
Fue parte del ejército pelucón en la Guerra Civil de 1830. Con el triunfo del conservantismo, accedió a la secretaría de la Intendencia de Valparaíso, posteriormente pasó a ser asesor del Ministerio de Justicia, Culto e Instrucción Pública, 1837-1841, en el gobierno de José Joaquín Prieto.
Defensor del gobierno conservador, integró la Sociedad Caupolicán, para oponerse a los resistentes liberales de la Sociedad de la Igualdad. 
Fue elegido diputado por Santiago (1852-1855), integrando en este período la Comisión permanente de Educación y Beneficencia. 